# Conthey
Conthey é uma comuna da Suíça, no Cantão Valais, com cerca de 7.848 habitantes. Estende-se por uma área de 85,06 km², de densidade populacional de 77 hab/km².  Confina com as seguintes comunas: Ardon, Bex (VD), Chamoson, Nendaz, Ormont-Dessus (VD), Savièse, Sion, Vétroz. 
A língua oficial nesta comuna é o Francês.